# Magritte/Bester ausländischer Film in Koproduktion
Gewinner und Nominierte des belgischen Filmpreises Magritte in der Kategorie Bester ausländischer Film in Koproduktion (Meilleur film étranger en coproduction) seit der Verleihung im Jahr 2012. Ausgezeichnet werden die besten ausländischen, von Belgien koproduzierten Filme des vergangenen Kinojahres.
Die unten aufgeführten Filme werden mit ihrem deutschen Verleihtitel (sofern vorhanden) angegeben. Danach folgt in Klammern und in kursiver Schrift der Originaltitel, dann das nichtbelgische Produktionsland bzw. weitere Produktionsländer und der Name des Regisseurs.

## 2010er Jahre
2012
Die anonymen Romantiker (Les Émotifs anonymes), Frankreich – Regie: Jean-Pierre Améris
- Das Schmuckstück (Potiche), Frankreich – Regie: François Ozon
- Ein Mann, der schreit (Un homme qui crie), Tschad/Frankreich – Regie: Mahamat-Saleh Haroun
- Route Irish, Großbritannien/Frankreich/Spanien/Italien – Regie: Ken Loach

2013
Der Aufsteiger (L’Exercice de l’État), Frankreich – Regie: Pierre Schoeller
- Angels’ Share – Ein Schluck für die Engel (The Angels’ Share), Großbritannien/Frankreich/Italien – Regie: Ken Loach
- Das Schwein von Gaza (Le Cochon de Gaza), Frankreich/Deutschland – Regie: Sylvain Estibal
- Der Geschmack von Rost und Knochen (De rouille et d’os), Frankreich – Regie: Jacques Audiard

2014
Blau ist eine warme Farbe (La Vie d’Adèle), Frankreich/Spanien – Regie: Abdellatif Kechiche
- Die Nonne (La Religieuse), Frankreich/Deutschland – Regie: Guillaume Nicloux
- Les Chevaux de Dieu, Marokko/Frankreich – Regie: Nabil Ayouch
- Mademoiselle Populaire (Populaire), Frankreich – Regie: Régis Roinsard

2015
Die Winzlinge – Operation Zuckerdose (Minuscule – La vallée des fourmis perdues), Frankreich – Regie: Hélène Giraud und Thomas Szabo
- Ein Versprechen (A Promise), Frankreich – Regie: Patrice Leconte
- Je fais le mort, Frankreich – Regie: Jean-Paul Salomé
- Violette, Frankreich – Regie: Martin Provost

2016
Verstehen Sie die Béliers? (La Famille Bélier), Frankreich – Regie: Éric Lartigau
- Die Melodie des Meeres (Song of the Sea), Frankreich/Dänemark/Irland/Luxemburg – Regie: Tomm Moore
- Madame Marguerite oder die Kunst der schiefen Töne (Marguerite), Frankreich/Tschechien – Regie: Xavier Giannoli
- Ni le ciel ni la terre, Frankreich – Regie: Clément Cogitore

2017
Die rote Schildkröte (La Tortue rouge), Frankreich/Japan – Regie: Michael Dudok de Wit
- Éternité, Frankreich – Regie: Trần Anh Hùng
- Kaum öffne ich die Augen (À peine j’ouvre les yeux), Frankreich/Tunesien – Regie: Leyla Bouzid
- Les Cowboys, Frankreich – Regie: Thomas Bidegain

2018
Raw (Grave), Frankreich – Regie: Julia Ducournau
- Bacalaureat, Rumänien/Frankreich – Regie: Cristian Mungiu
- Ich, Daniel Blake (I, Daniel Blake), Großbritannien/Frankreich – Regie: Ken Loach
- Loveless (Neljubow), Russland/Frankreich/Deutschland – Regie: Andrei Swjaginzew

2019
The Man Who Killed Don Quixote, Spanien/Portugal/Großbritannien/Frankreich – Regie: Terry Gilliam
- Nico, 1988, Italien – Regie: Susanna Nicchiarelli
- The Death of Stalin, Großbritannien/Frankreich – Regie: Armando Iannucci
- The Happy Prince, Großbritannien/Deutschland/Italien – Regie: Rupert Everett

## 2020er Jahre
2020
Sorry We Missed You, Großbritannien/Frankreich – Regie: Ken Loach
- Atlantique, Senegal/Frankreich – Regie: Mati Diop
- Tel Aviv on Fire, Israel/Luxemburg/Frankreich – Regie: Sameh Zoabi
- The Sisters Brothers, Frankreich/USA/Spanien/Rumänien – Regie: Jacques Audiard

2021
nicht vergeben

2022
Titane, Frankreich – Regie: Julia Ducournau
- Adam, Marokko/Frankreich – Regie: Maryam Touzani
- Der Mann, der seine Haut verkaufte (The Man Who Sold His Skin), Tunesien/Frankreich/Deutschland/Schweden/Türkei/Zypern – Regie: Kaouther Ben Hania
- Onoda – 10.000 Nächte im Dschungel (Onoda, 10 000 nuits dans la jungle), Frankreich/Japan/Deutschland/Italien/Kambodscha – Regie: Arthur Harari

2023
In der Nacht des 12. (La Nuit du 12), Frankreich – Regie: Dominik Moll
- À l’ombre des filles, Frankreich – Regie: Étienne Comar
- Clara Sola, Schweden/Costa Rica/Deutschland/Frankreich/USA – Regie: Nathalie Álvarez Mesén
- Madeleine Collins, Frankreich/Schweiz – Regie: Antoine Barraud
- Wo ist Anne Frank (Where Is Anne Frank), Frankreich/Niederlande/Luxemburg/Israel  – Regie: Ari Folman

2024
Vincent doit mourir, Frankreich – Regie: Stéphan Castang
- Interdit aux chiens et aux Italiens, Frankreich/Italien/Schweiz/Portugal – Regie: Alain Ughetto
- Das Blau des Kaftans (Le Bleu du caftan), Frankreich/Marokko – Regie: Maryam Touzani
- Return to Seoul (Retour à Séoul), Frankreich/Deutschland – Regie: Davy Chou

2025
Das kostbarste aller Güter (La Plus précieuse des marchandises), Frankreich – Regie: Michel Hazanavicius
- Animale, Frankreich/Saudi-Arabien – Regie: Emma Benestan
- Ich Capitano (Io capitano), Italien – Regie: Matteo Garrone
- Sauvages, Schweiz/Frankreich – Regie: Claude Barras